# Скалки (заказник)
Ска́лки — ландшафтний заказник місцевого значення в Україні. Розташований у межах Благовіщенського району Кіровоградської області, біля села Йосипівки.
Площа 30 га. Створений рішенням Кіровоградської обласної ради в 2009 році. Перебуває у віданні Йосипівської сільської ради.

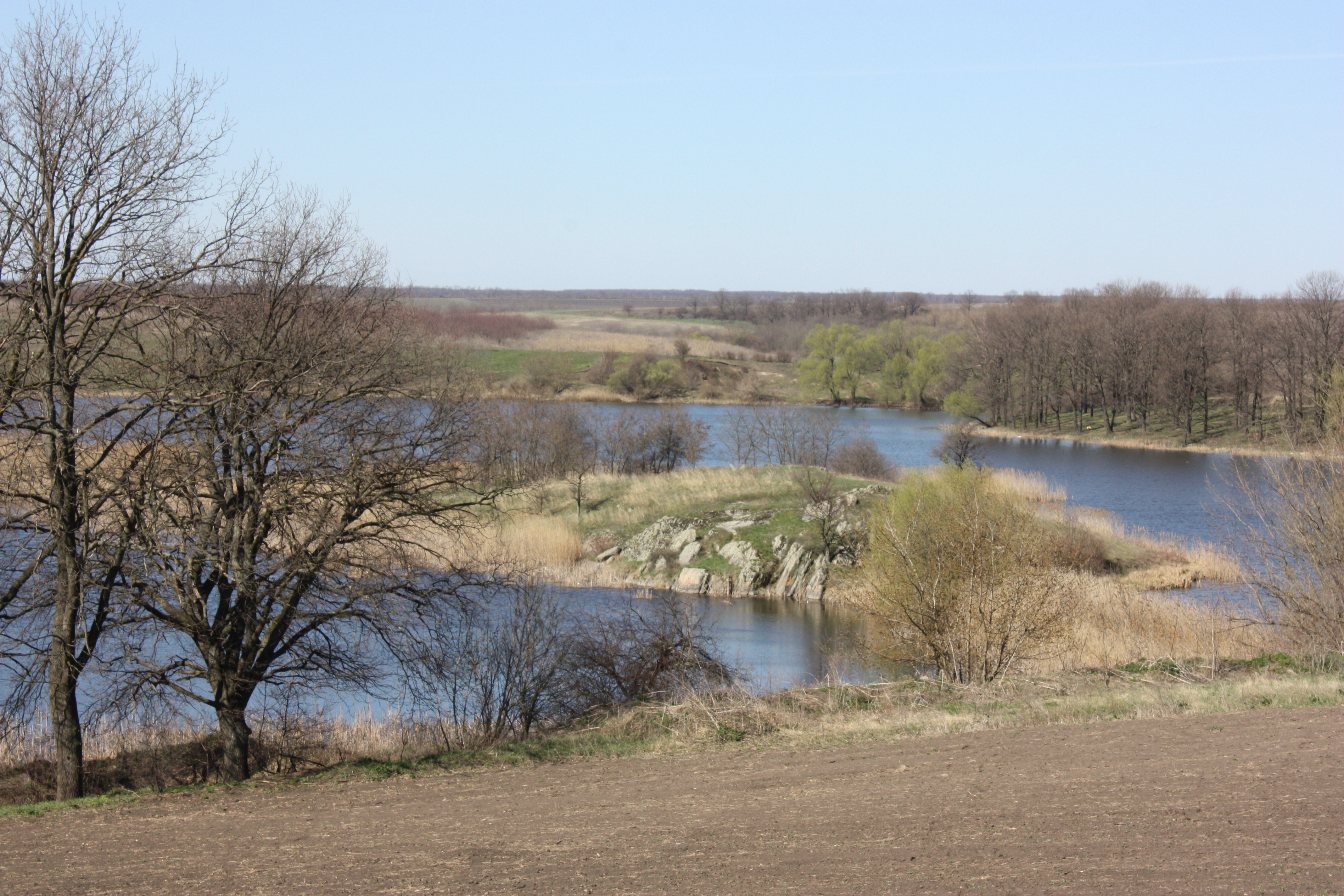
Заказник у квітні 2011

Заказник створено для збереження ділянки зростання луково-степової рослинності в долині річки Синиці. Є численні виходи гранітів у вигляді валунів та невеликих скель. Зростають анемона лісова, а також горицвіт весняний, сон лучний, занесені до Червоної книги України.